# Núi Nước

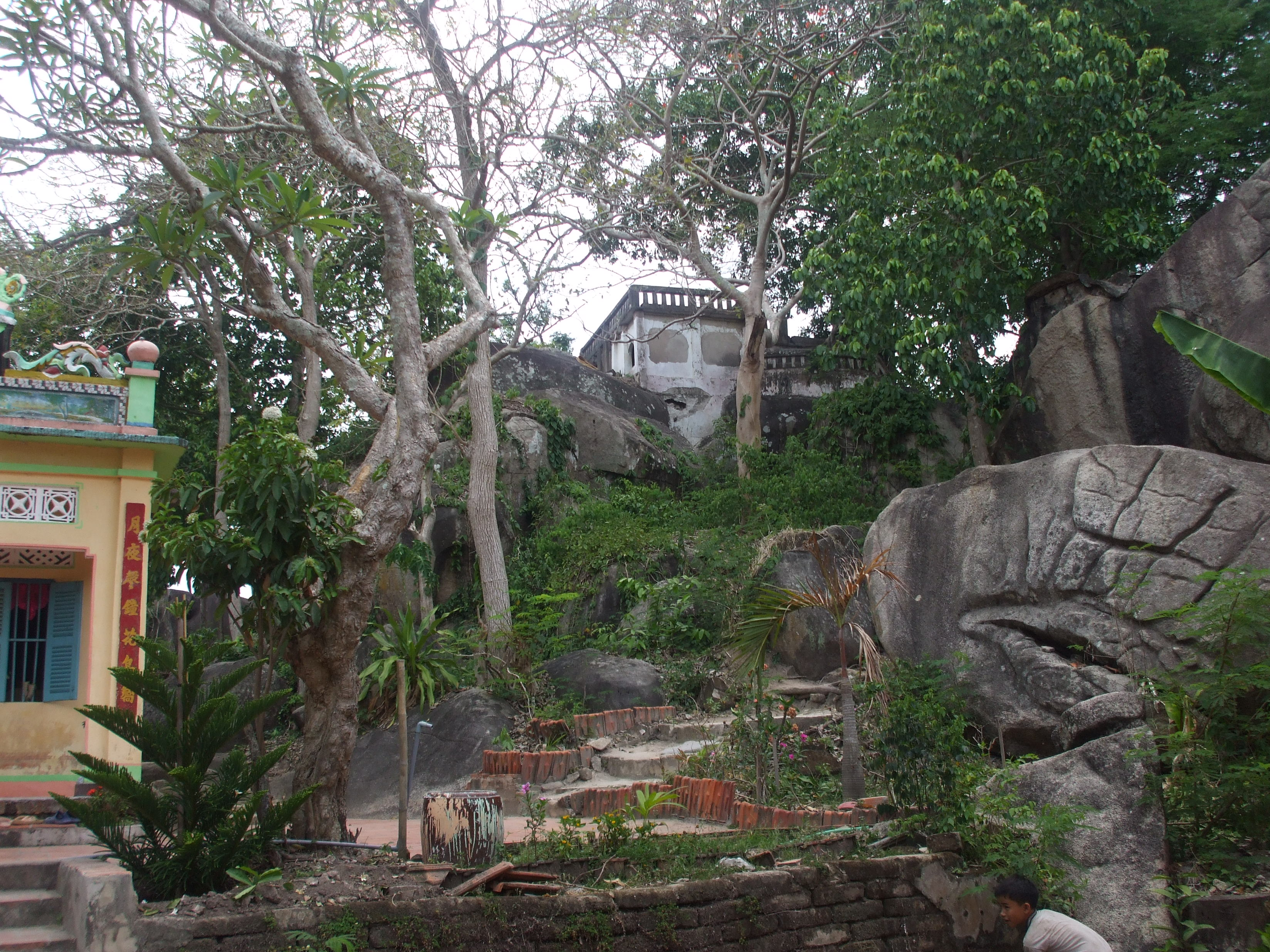
Núi Nước

Núi Nước, tên chữ: Thủy Đài Sơn; là một ngọn núi nhỏ nhất trong Thất Sơn thuộc tỉnh An Giang, Việt Nam.

## Mô tả
Núi Nước cao 54m, chu vi 1.070m, nằm giữa những cánh đồng rộng lớn, cách lộ nhựa 955b và núi Tượng khoảng 600m. Núi thuộc thị trấn Ba Chúc, huyện Tri Tôn, tỉnh An Giang.
Nhiều người tin rằng, mặc dù ở vùng miền này có nhiều núi cao hơn, trải dài hơn, nhưng núi Nước được người xưa đặt tên và liệt vào Thất Sơn (Bảy Núi), có thể do sự tác động bởi những quan niệm thần bí, siêu nhiên trong dân gian...
Khi chưa có đê bao chống lũ, vào "mùa nước nổi" (khoảng tháng 7 âm lịch đến cuối tháng 10 âm lịch), chung quanh núi này là một biển nước mênh, vì lẽ đó, núi có tên là núi Nước.
Ngay chân núi có chùa Linh Bửu, do Ngô Lợi (Giáo chủ đạo Tứ Ân Hiếu Nghĩa) cho xây dựng vào ngày 9 tháng 6 năm Giáp Thân (1884). Tương truyền trên đỉnh núi, thuở xa xưa ai đó đã chôn sâu một trụ đá khắc chữ Hán, cốt để trấn ếm long mạch, nhưng sau này đã được Giáo chủ Ngô Lợi cho đào lên phá hủy.
Tuy nhỏ và có dáng dấp như một hòn non bộ lớn, nhưng núi cũng có một ít cây cổ thụ, một ít hang động nhỏ... Nhưng nói rằng núi Nước có một hệ thống hang động và nó là núi Trà Sư là sai.

## Ảnh

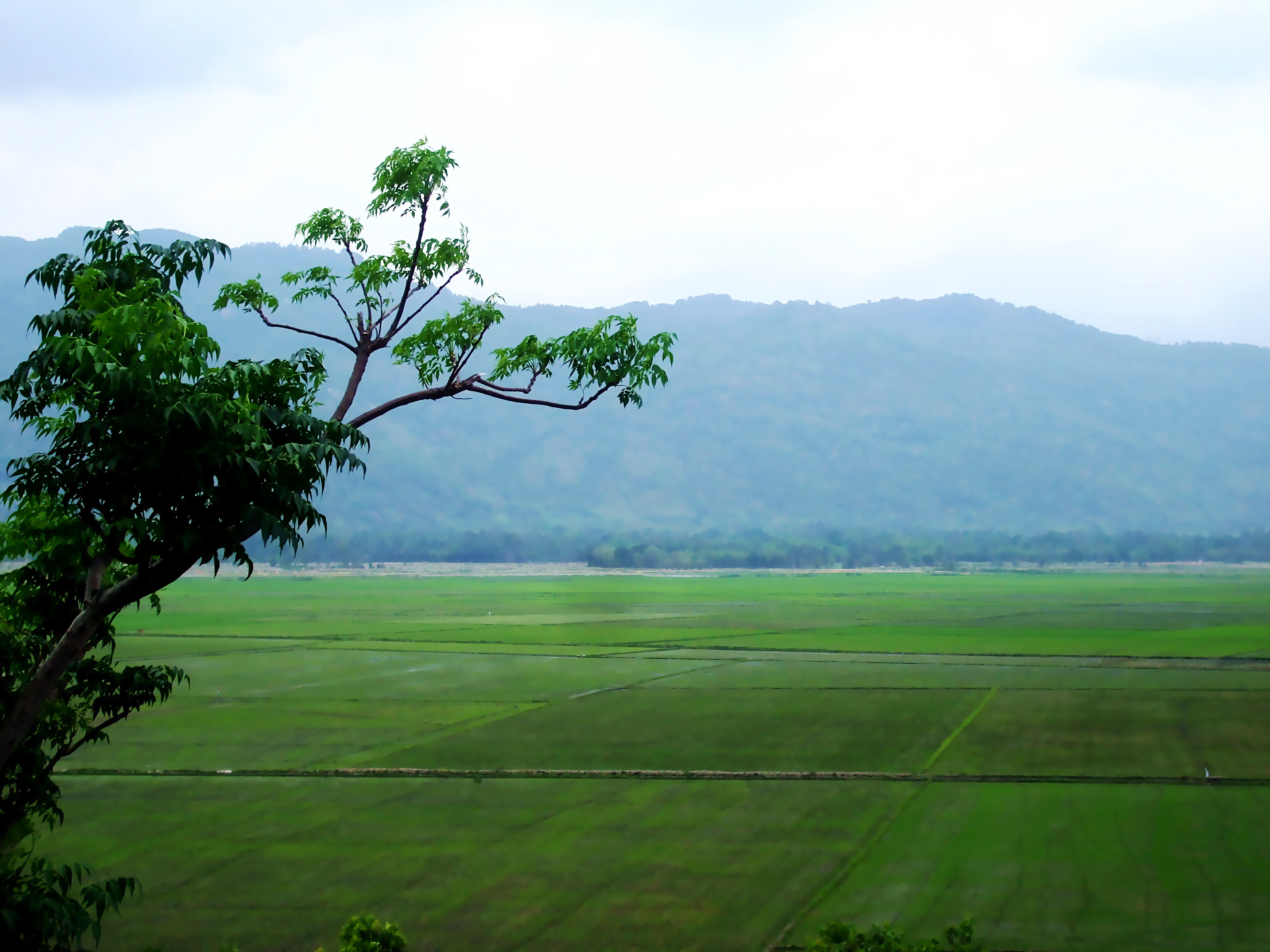
Trên đỉnh núi Nước, nhìn xuống cánh đồng rộng lớn ở phía dưới.
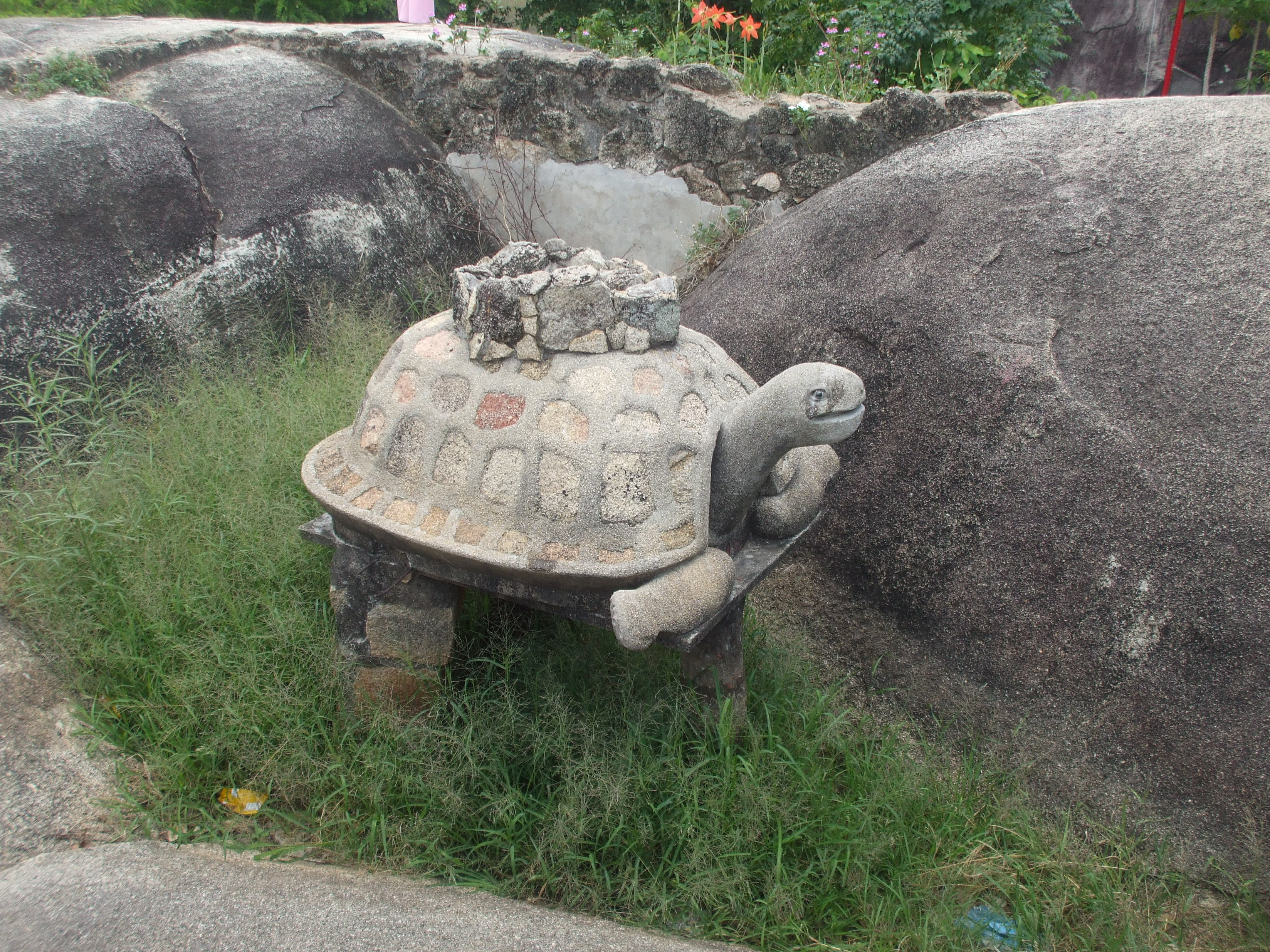
Tượng rùa nhỏ trên đỉnh núi Nước.
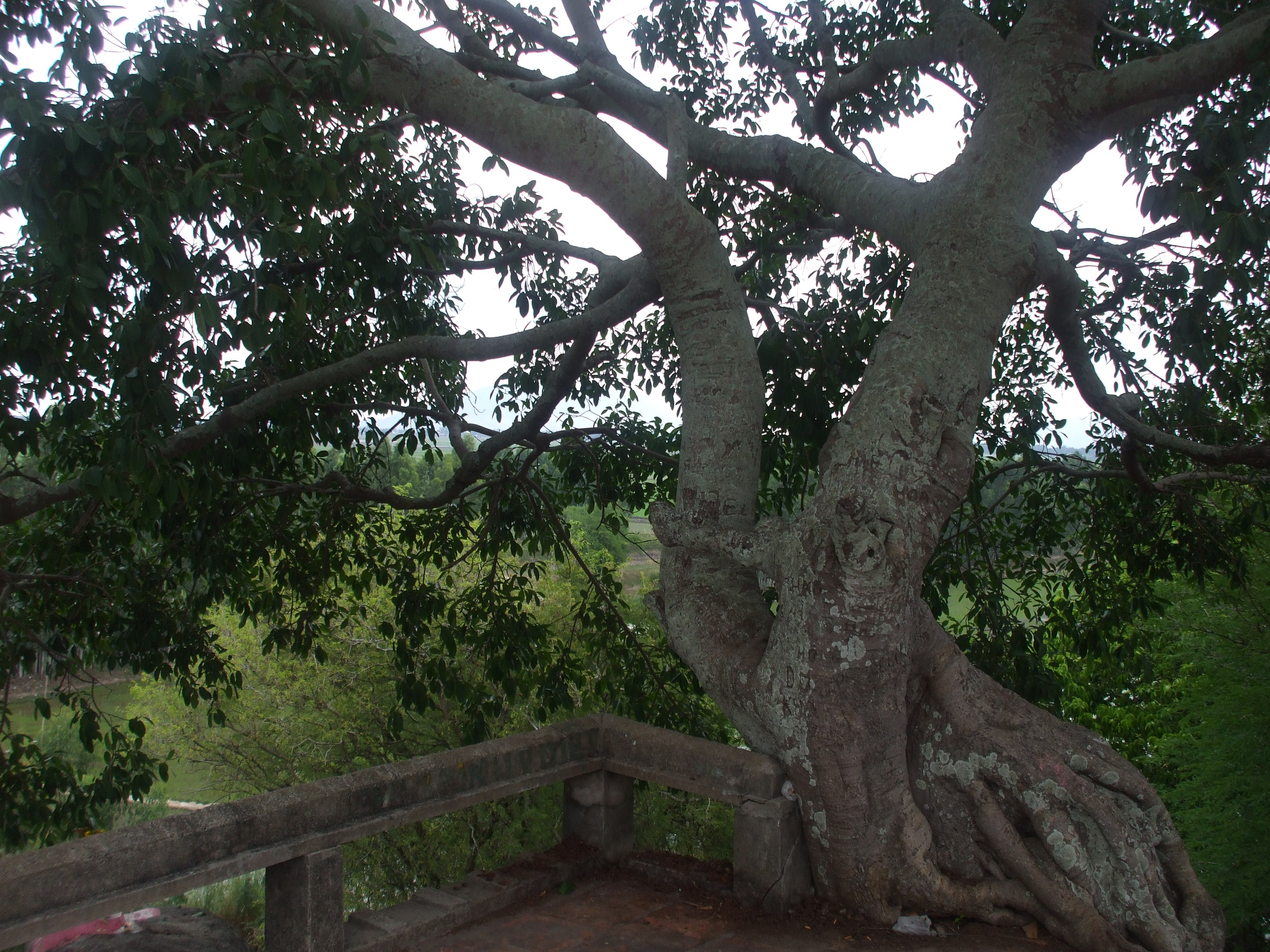
Cổ thụ trên đỉnh núi Nước.